# 吕克巴尔代兹和巴尔格
吕克巴尔代兹和巴尔格（法語：Lucbardez-et-Bargues，法語發音：[lykbaʁdɛz e baʁɡ]）是法国朗德省的一个市镇，属于蒙德马桑区。

## 地理
吕克巴尔代兹和巴尔格（43°58'17"N, 0°24'18"W）面积21.48 平方千米，位于法国新阿基坦大区朗德省，该省份为法国西南部沿海省份，是法國本土面积第二大的省，北起吉倫特省，西临大西洋，南至大西洋比利牛斯省，东临热尔省，东北与洛特-加龍省接壤。
与吕克巴尔代兹和巴尔格接壤的市镇（或旧市镇、城区）包括：博斯唐、卡南和雷奥、加耶尔、马耶尔、普伊代索、圣阿维。

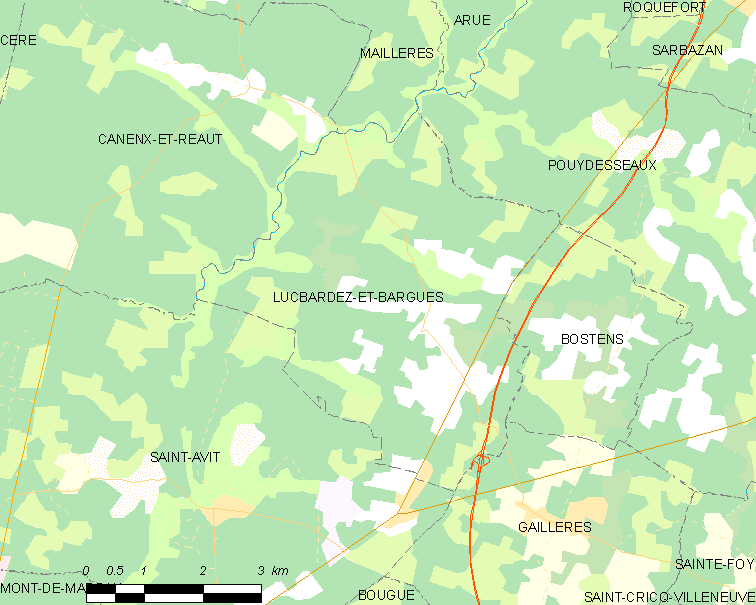
吕克巴尔代兹和巴尔格的OSM定位图

吕克巴尔代兹和巴尔格的时区为UTC+01:00、UTC+02:00（夏令时）。

## 行政
吕克巴尔代兹和巴尔格的邮政编码为40090，INSEE市镇编码为40162。

## 政治
吕克巴尔代兹和巴尔格所属的省级选区为蒙德马桑第一县。

## 人口

1962-2008年间吕克巴尔代兹和巴尔格人口变化图示

吕克巴尔代兹和巴尔格于2022年1月1日时的人口数量为564人。